# Eupithecia insignioides
Eupithecia insignioides är en fjärilsart som beskrevs av Eugen Wehrli 1923. Eupithecia insignioides ingår i släktet Eupithecia och familjen mätare. Inga underarter finns listade i Catalogue of Life.